# Interpretació
La interpretació és un acte de l'enteniment que intenta explicar algun objecte, ja sigui un text, una obra d'art o teatre, un discurs o un acte de parla. És feta per intèrprets.
Una interpretació es basa en un objecte (text, obra d'art, etc.) i arriba a una proposta personal de conclusió; potser sobre aquell objecte, potser sobre d'altres; citant-hi l'objecte esmentat. Una interpretació de El Quixot, per exemple, pot sol interpretar l'esmentada novel·la de Cervantes, però també podria tenir aplicacions més llunyanes, posem per cas el segle xvii espanyol. Mentrestant, una interpretació de l'obra de Picasso es pot citar per a una interpretació més general del segle xx, de la Guerra Civil, o d'Espanya en general. Tanmateix, una interpretació d'una obra com l'Atheneo de grandesa de Josep Romaguera pot servir com una base per interpretar el moviment més general de la Decadència o el Barroc literari català, àdhuc la literatura catalana en general.
Hi ha formes d'escriptura i de parla que requereixen la interpretació, com són la traducció, l'al·legoria o la metàfora.

## Etimologia
El verb "interpretar" ve del llatí interpratari, que significa explicar, elucidar, traduir, exposar.